# پوستوسوکوس
پوستوسوکوس یا تمساح‌پوست (نام علمی: Postosuchus) نام یک سرده از راسته رایی‌خزندگان و از خویشاوندان تمساح های امروزی بود پوستوسوکوس با ۴ متر طول ۱.۲ متر ارتفاع و ۳۰۰ کیلوگرم وزن یکی از بزرگترین درندگان روزگار خودش محسوب می شد جثه این خزنده حتی از بسیاری از دایناسورهای هم دوره اش بزرگتر بوده است.